# Leptodactylus fallax
Espèce
Synonymes
- Leptodactylus dominicensis Müller, 1923 nec Cochran, 1923

Statut de conservation UICN

 CR A2ace; C2a(i) : 
En danger critique
Leptodactylus fallax ou Leptodactyle des Antilles est une espèce d'amphibiens de la famille des Leptodactylidae.

## Répartition
Cette espèce se rencontre du niveau de la mer jusqu'à 430 m d'altitude à Montserrat et à la Dominique. Elle est éteinte à Saint-Christophe, à la Guadeloupe, à Sainte-Lucie, à la Martinique et à Antigua,. Elle a été introduite sans succès à Porto Rico et en Jamaïque.

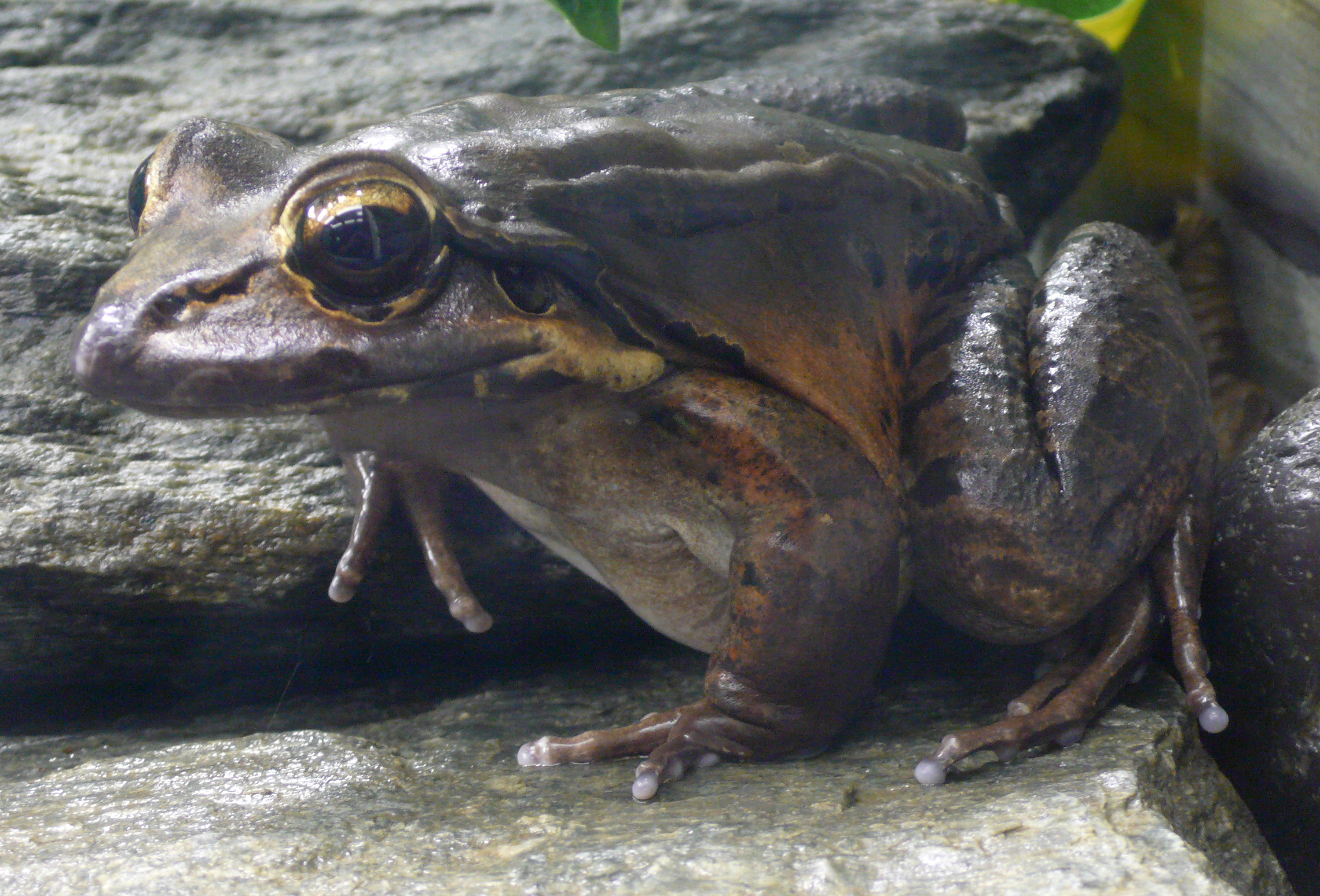
Leptodactylus fallax

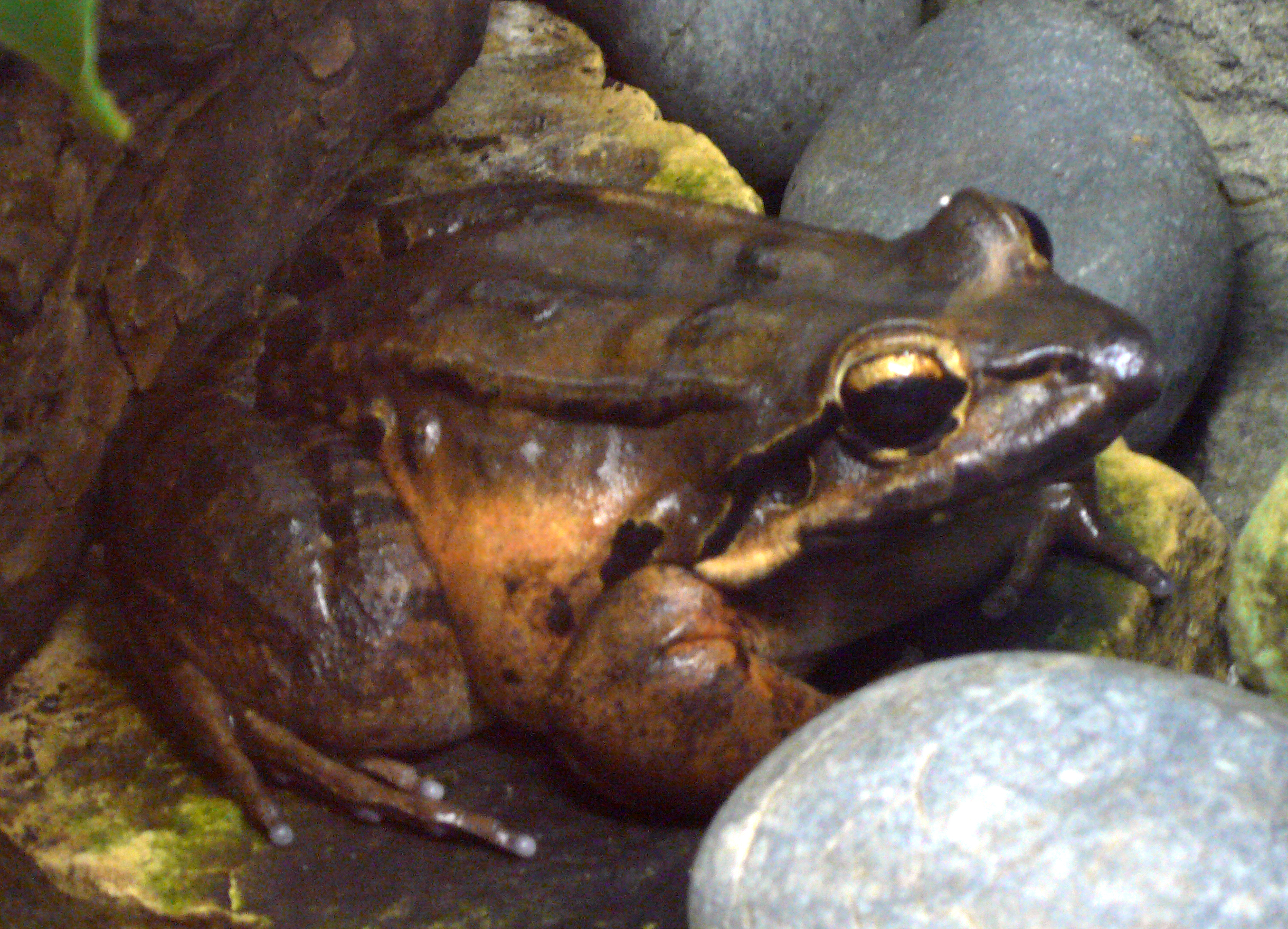
Leptodactylus fallax

## Publications originales
- Müller, 1923 : Neue oder seltene Reptilien und Batrachier der Zoologischen Sammlung des bayrischen Staates. Zoologischen Anzeiger, vol. 57, no 3/4, p. 39-61 (texte intégral).
- Müller, 1926 : Neue Reptilien und Batrachier der Zoologischen Sammlung des Bayerrischen Staates. Zoologischen Anzeiger, vol. 65, p. 193–200.